# Carminite
La carminite è un minerale.